# Lisa Marie Varon
Lisa Marie Varon, (San Bernardino, Califórnia, 10 de fevereiro de 1971), mais conhecida pelo seu ring name Victoria ou Tara, é uma lutadora de wrestling profissional estadunidense, que já trabalhou para a WWE (sob o nome de Victoria), onde foi por duas vezes campeã feminina da WWE e para a Total Nonstop Action Wrestling (TNA) (com o o nome no ringue de Tara), onde foi campeã feminina das knockouts por cinco ocasiões.
Ao longo dos anos na WWE, Victoria estabeleceu grande feuds com várias lutadoras como Trish Stratus, Molly Holly, Christy Hemme e mais recentemente com as irmãs Brie e Nicole Bella., em uma edição da SmackDown após perder para Michelle McCool. Victoria disse em seguida algumas palavras com o público e emocionada saiu do estádio,deixando a WWE em 16 de Janeiro de 2009. Alguns meses depois estreou-se na Total Nonstop Action Wrestling (TNA) com o ring name Tara. No TNA Impact! de 9 de Julho ganhou o TNA Knockout Women's Championship de Angelina Love.

## No wrestling
- Finishers e golpes
  - Widow's Peak (Gory neckbreaker)
  - Spider's Web (Fireman's carry twisted e dropped junto com um swinging sidewalk slam)
  - A-rack-nophobia (Argentine backbreaker rack)
  - Black Widow (Sitout inverted front powerslam)
  - Bridging reverse chinlock
  - Hair-pull Gory special
  - Military press slam
  - Moonsault sometimes while standing
  - One–handed cartwheel followed into a hammerlock
  - Superkick or a savate kick
  - Slingshot somersault leg drop
- Manager de
  - Kenny Dykstra
  - Damaja
  - Doug Basham
  - Steve Bradley
  - Steven Richards
  - Natalya
- Apelidos
  - The Vicious Vixen
  - The Black Widow
- Tema de entrada
  - Victoria utilizou "Adrenaline Rush" até dezembro de 2002
  - De dezembro de 2002 – maio de 2004, Victoria usou uma versão modificada de "All the Things She Said" por t.A.T.u.
  - De junho de 2004, eal sutilizou um tema chamado "Don't Mess With'' Musíca cantada pela Nicki Minaj e introduzida no Album WWE ThemeAddict: The Music, Vol. 6
  - Suá música atual é um remix de "Don't Mess With"

## Campeonatos e prêmios
- Debbie Kruck Fitness Classic
  - Tall Class – 1st place (1999)
- ESPN2 Fitness America Series
  - 1st place (1997)
  - 2nd place (1998)
- Lifequest Triple Crown
  - Top 20 (1997)
- National Cheerleading Association
  - NCA All-American Award
- National Physique Committee
  - NPC Inland Empire, Middleweight – 1st place (1995)
  - NPC Team Universe, Tall Class – 2nd place (1999)
- Pro Wrestling Illustrated
  - PWI Woman of the Year (2004)
  - PWI a colocou como #12 das 50 melhores wretlers femininas PWI Female 50 de 2008.
  - PWI a colocou como #5 das 50 melhores wrestlers femininas PWI Female 50 de 2009.
- Women's Tri-Fitness
  - Ironwoman Tri-Fitness – 4th overall (1998)
- World Wrestling Entertainment
  - WWE Women's Championship (2 vezes)
- Total Nonstop Action Wrestling
  - TNA Women's Knockout Championship (5 vezes)
  - TNA Knockout Tag Team Championship (1 vez) - com Ms. Tessmacher